# Saint-Maixant (Creuse)
Saint-Maixant település Franciaországban, Creuse megyében. Lakosainak száma 233 fő (2022. január 1.). Saint-Maixant Alleyrat, Aubusson, Bosroger, Champagnat, La Chaussade, Puy-Malsignat, Saint-Amand és Saint-Médard-la-Rochette községekkel határos.

## Népesség
A település népessége az elmúlt években az alábbi módon változott:
| Lakosok száma | 320  | 298  | 255  | 232  | 227  | 234  | 243  | 253  | 256  | 233  |
|               | 1968 | 1982 | 1990 | 2006 | 2013 | 2015 | 2017 | 2019 | 2020 | 2022 |